# 水沢史絵
水沢 史絵（みずさわ ふみえ、1980年1月9日 - ）は、日本の声優、ナレーター、女優、小説家。栃木県宇都宮市出身。シグマ・セブン所属。

## 経歴
1996年の勝田声優学院15期生。その後、野沢雅子主宰の劇団ムーンライトに所属し舞台で活動するが、2000年代前半頃から声優業も始める。2005年よりシグマ・セブンに所属、しばらくは劇団と並行して所属していた（後にムーンライトは退団している）。2019年8月よりシグマ・セブンを退所しフリーランスで活動することを発表、その後同年12月より青二プロダクションに所属している。
2008年末に入院し、喉のポリープの手術後、現場復帰する。2011年4月17日、自身のブログで結婚を発表、2015年11月6日、自身のブログで離婚を発表。
ブログは「毎日更新」を信条としていたが、2008年12月2日、引っ越しのため毎日更新は休止。2009年1月16日にリニューアルして再開。以後、毎日更新にこだわらないマイペース更新になる。再開に伴いブログデザインも変更。イラストは自身が手がけた。2015年10月4日にAmebaブログに移転した。
2011年頃から小説を書き始め、集英社発行の『Cobalt』が主催する「ロマン大賞」に応募し、2012年12月1日発行の同誌2013年1月号掲載の『猫様のギフト』で小説家としてデビューする。2014年6月25日には初のライトノベル『神楽坂G7 崖っぷちカフェ救出作戦会議』を書き下ろし、初めて書籍として出版する。
2023年12月1日、青二プロダクションを退所しフリーランスになったことと半月板縫合手術を受けていたことを自身のXにて発表。2024年3月1日よりシグマ・セブンに復帰。

## 人物
幼年から少年、少女、成人、動物まで様々な役をアニメで演じ、バラエティ番組や情報番組などのナレーションも行っている。
松来未祐と交友があり、ラジオをしていた際は話題に出したりゲストに呼ぶことも多かった。松来未祐のライブにゲスト出演したこともある。小清水亜美・三瓶由布子とは、『交響詩篇エウレカセブン』での共演以来交友が続き、水沢史絵は2人より6歳年上だが、2人からは「史絵」と呼ばれている。
趣味はDIY、お菓子作り。特技はサックス演奏、レザークラフト、洋裁。
一人っ子であり、昔は鍵っ子だったという。

## 出演
太字はメインキャラクター。

### テレビアニメ
2003年
- ダイバージェンス・イヴ（2003年 - 2004年、キリ・マリアレーテ） - 2シリーズ

2004年
- お伽草子（源光）
- 風人物語（女の子3）
- MAJOR（真島）

2005年
- ARIA The ANIMATION（下級生）
- 交響詩篇エウレカセブン（ギジェット、リンク）
- ふたりはプリキュア Max Heart（加賀山美羽、エターナルン）

2006年
- ウィッチブレイド（ナナコ）
- おとぎ銃士 赤ずきん（魔法学校生徒）
- 鍵姫物語 永久アリス輪舞曲（店員）
- ギャラクシーエンジェる〜ん（サトウさん、タナカさん、スズキたち）
- コヨーテ ラグタイムショー（クリス）
- シムーン（ワポーリフ）
- ちょこッとSister（ユキの母〈安岡の妻〉、ギャルA）
- TOKYO TRIBE2（ケイ、フジヲ）
- Fate/stay night（美綴綾子）
- xxxHOLiC（占いの館の占い師、女子高生〈エンゼル〉C 他）
- Project BLUE 地球SOS（マギー）
- 無敵看板娘（先生、選手3、母親、女）

2007年
- 地獄少女 二籠（たみ、藍田伊智子）
- 神曲奏界ポリフォニカ（コチーノ）
- スカイガールズ（九堂じゅりあ）
- セイント・ビースト〜光陰叙事詩天使譚〜（幼年天使）
- DARKER THAN BLACK -黒の契約者-（エリカ、友達、王理花、研究員A、河上）
- 逮捕しちゃうぞ フルスロットル（女性客、一輝）
- 地球へ…（ルリ、マヒル、通信兵、タキオン〈幼少〉）
- 桃華月憚（みはし）
- ひぐらしのなく頃に解（恵理子）
- ロミオ×ジュリエット（ジュリエット）

2008年
- 狂乱家族日記（桃草愛智）
- ケメコデラックス!（南野リョータ、タマ子の友人）
- 二十面相の娘（アンジー、記者A）
- バンブーブレード（青木）
- 美肌一族（メイド、ゲスト、秘書、受付嬢）
- BLASSREITER（ヨハン）
- PERSONA -trinity soul-（田坂悠美）
- 薬師寺涼子の怪奇事件簿（松村）

2009年
- クプ〜!!まめゴマ!（豆川ゆい）
- こんにちは アン 〜Before Green Gables（メアリー・エマーソン）
- ねぎぼうずのあさたろう（ぐみかんざしのおきよ）

2010年
- おおきく振りかぶって 〜夏の大会編〜（栄口の姉）
- ハートキャッチプリキュア!（2010年 - 2011年、来海えりか / キュアマリン）

2011年
- 青の祓魔師（今井、ゴースト）
- ウルヴァリン（公安・月野）
- パッコロリン（リン）
- バトルスピリッツ 覇王（2011年 - 2012年、日下チヒロ / 日下部チヒロ）
- フリージング（エリズ＝シュミッツ）
- WORKING'!!（りっちゃん）

2012年
- エウレカセブンAO（レラト・フッド）
- キングダム（2012年 - 2013年、蒙毅） - 2シリーズ
- クロスファイト ビーダマンeS（2012年 - 2013年、蜂須賀ミツル）
- 絶園のテンペスト（子供A）

2013年
- よんでますよ、アザゼルさん。Z（マリア）

2014年
- ディスク・ウォーズ:アベンジャーズ（ペッパー・ポッツ）
- デュエル・マスターズ シリーズ（2014年 - 2016年、ルシファー、中ジロー） - 3シリーズ
- ドラえもん（テレビ朝日版第2期）（子ども）
- ハピネスチャージプリキュア!（キュアマリン）※プリキュア10周年記念コメント
- Fate/stay night [Unlimited Blade Works]（2014年 - 2015年、美綴綾子） - 2シリーズ
- ふうせんいぬティニー（2014年 - 2015年、ピギー） - 2シリーズ

2015年
- ワールドトリガー（2015年 - 2022年、武富桜子） - 3シリーズ

2017年
- フューチャー・アベンジャーズ（フライデー）
- Fate/Grand Order × 氷室の天地 〜7人の最強偉人篇〜（美綴綾子）

2019年
- モブサイコ100 II（ダッシュ婆）
- 逆転裁判 〜その「真実」、異議あり!〜（美柳勇希）

2020年
- ゲゲゲの鬼太郎（第6作）（壬生陽子）
- 七つの大罪 神々の逆鱗（ソラシド〈大人〉）
- ちびまる子ちゃん（2020年 - 2022年、語り、小坂）
- ONE PIECE（2020年 - 2023年、お蝶）
- のりものまん モービルランドのカークン（2020年 - 2021年、マッハ）

2021年
- エビシー修業日記（シジミ、アユミ、エビシーママ）
- トロピカル〜ジュ!プリキュア（来海えりか / キュアマリン）
- デュエル・マスターズ キング!（ルシファー）

2022年
- 名探偵コナン（司徒友嘉）
- デジモンゴーストゲーム（さくら）

### 劇場アニメ
2006年
- 銀色の髪のアギト

2007年
- ストレンヂア 無皇刃譚（木卯）

2008年
- 劇場版MAJOR メジャー 友情の一球（真島）
- スカイ・クロラ The Sky Crawlers（娼婦）

2009年
- 交響詩篇エウレカセブン ポケットが虹でいっぱい（ギジェット、リンク）
- チョコレート・アンダーグラウンド（スマッジャー・ムーア）
- テイルズ オブ ヴェスペリア 〜The First Strike〜（シャスティル・アイヒープ）

2010年
- プリキュアシリーズ（2010年 - 2021年、来海えりか / キュアマリン〈レインボー〉） - 10作品
- 昆虫物語 みつばちハッチ〜勇気のメロディ〜（ニョロリ）

2017年
- 劇場版 Fate/stay night [Heaven's Feel] I・III（2017年 - 2020年、美綴綾子） - 2作品

2021年
- EUREKA/交響詩篇エウレカセブン ハイエボリューション（ギジェット）
- わたしのトーチカ（ツギハギ） ※短編

2023年
- 劇場版 美少女戦士セーラームーンCosmos（セーラーΦ） - 前後編

### Webアニメ
- 亡念のザムド（2008年、ヒノキ丸[33]）
- スカイガールズ「釣りバカ瑛花さん」（2015年、釣りバカたくや）
- 衛宮さんちの今日のごはん（2018年 - 2019年、美綴綾子）
- T・Pぼん（2024年、ラオディケ）

### ゲーム
2006年
- 小鳩ヶ丘高校女子ぐろ〜部 Gleam of Force（伊達双花）

2007年
- Another Century's Episode 3 THE FINAL（ギジェット）
- シムーン 異薔薇戦争〜封印のリ・マージョン〜（ワポーリフ、ギリー）
- バルドバレット イクリブリアム（セレナ・ジェルディ）
- Fate/stay night [Realta Nua]（美綴綾子）

2008年
- スーパーロボット大戦Z（ギジェット）

2009年
- スーパーロボット大戦NEO（大空マイ）

2011年
- 第2次スーパーロボット大戦Z 破界篇（ギジェット）
- 次の犠牲者をオシラセシマス -死と絶望を乗り越えて-（笹木美紀）
- ルーンファクトリー オーシャンズ（セーラ、ニット）

2012年
- アーシャのアトリエ 〜黄昏の大地の錬金術士〜（レジナ・カティス）
- ブレイブリーデフォルト フライングフェアリー（プリン・ア・ラ・モード、エギル）

2013年
- スーパーロボット大戦Operation Extend（大空マイ）
- ブレイブリーデフォルト フォーザ・シークウェル（プリン・ア・ラ・モード、エギル）

2014年
- Fate/hollow ataraxia（美綴綾子）

2015年
- ブレイブリーセカンド（プリン・ア・ラ・モード）
- ポポロクロイス牧場物語（リリー）
- ゆるかみ!（東方てるみ）

2016年
- Shadowverse（2016年 - 2020年、冥府神との契約、笑顔の破壊者・カーマイン）
- 神撃のバハムート（カーマイン）

2017年
- プリキュア つながるぱずるん（来海えりか / キュアマリン）

2020年
- OVERHIT（ゼウス）
- アズールレーン（イーグル）

2022年
- ドラゴンクエストX 天星の英雄たち オンライン（ピコ）
- 北斗の拳 LEGENDS ReVIVE（リンレイ）

2023年
- OCTOPATH TRAVELER II
- BLUE PROTOCOL（プレイヤー）
- レスレリアーナのアトリエ 〜忘れられた錬金術と極夜の解放者〜（レジナ）

### ドラマCD
- ドラマCD CLANNAD -クラナド- Vol.2 一ノ瀬ことみ（2007年、岡崎朋也〈少年〉）
- Dramatic CD Collection されど罪人は竜と踊る 完全版1・2（2009年、アーゼル） - 2作品
- 劇場アニメ テイルズ オブ ヴェスペリア 〜The First Strike〜 Episode 0（2010年、シャスティル・アイヒープ）
- 氷室の天地 Fate/school life 9・12巻限定版特典ドラマCD（2015年 - 2019年、美綴綾子）

### 吹き替え

#### 洋画
- ホテル・ルワンダ（2006年、パット・アーチャー〈カーラ・シーモア〉）

#### 海外ドラマ
- 花ざかりの君たちへ〜花様少年少女〜（2008年、芦屋瑞稀〈エラ・チェン〉）

### デジタルコミック
- Beeマンガ 働きマン（2011年5月1日 ‐ [44]、松方弘子[45]）

### ナレーション
- モバポスGREAT-モバタレGREAT（日本テレビ）（ - 2008年3月、 - 2008年9月）
- スクール・オブ・フィルム（ムービープラス）
- Beach Combing on TV（EXスポーツ）
- ピラメキーノ（テレビ東京、サキ姉・ピヨッ太の声、その他ナレーション）
- FACTORY_A（テレ朝チャンネル）
- ギャルモリ（goomo）
- スーパーサッカー（TBS）
- スカ☆パラ（スカパー!プロモ・e2プロモ「スカッパ」）
- おしろツアーズ〜絶対行きたくなる!おもしろ名城旅〜（東海テレビ）
- めざましどようびメガ『フリメシ』→『食KING 万コック』 （フジテレビ）
- SDNイジリー（テレビ埼玉）（2011年4月9日 - ）
- 日立 世界・ふしぎ発見!（TBS、ボイスオーバー）
- ジャパコンTV（BSフジ）

### その他声優業
- 完全勝利ダイテイオー プロモーションディスク 完全勝利Ver.（大空マイ[46]）
- ロッテ「キシリトール」店頭用PRビデオ「噛むトクTV」（キシリ子）
- ワンワンパッコロ!キャラともワールド（NHK BSプレミアム）（リン）

### ラジオ
- ラジオどっとあい 水沢史絵のおもズバッ!（文化放送インターネットラジオ：2006年4月 - 6月30日更新分最終回）
- ロミジュリ×レイディオ（音泉：2007年4月13日 - 10月5日）
- 水沢史絵の他人の家の犬（超!A&G+：2007年9月6日 - 2009年4月2日）

### 舞台
- キネマの天地（滝沢菊江）
- ガジャボイ追想（翔子）
- 中野サンプラザ座長公演“水樹奈々大いに唄う 弐”「異説龍馬維新伝」（おりょう、夜公演のみ）
- ハートキャッチプリキュア! ミュージカルショー（来海えりか / キュアマリン）

### 邦画（実写）
- 立喰師列伝（トモエ）
- ピラメキ子役恋ものがたり〜子役に憧れるすべての親子のために〜（ピヨッ太〈声〉）

## ライブ

### 合同ライブ
| 出演日        | タイトル                            | 会場         |
| ------------- | ----------------------------------- | ------------ |
| 2024年1月21日 | 全プリキュア 20th Anniversary LIVE! | 横浜アリーナ |

## 著作
- 猫様のギフト（集英社『Cobalt』2013年1月号掲載）
- 神楽坂G7 崖っぷちカフェ救出作戦会議（集英社スーパーダッシュ文庫）